# アーディラーバード県
アーディラーバード県（アーディラーバードけん、テルグ語：అదిలాబాదు、ヒンディー語：अदिलाबाद जिला、英語：Adilabad district）は、インド、テランガーナ州の県のひとつ。アーディラーバードを県庁所在地とする。

## 歴史
アーディラーバードの地名はビジャープル王国を統治していたムハンマド・アーディル・シャーにちなむ。この地域は長年にわたり統一性がなく、時代毎に別々の王朝により各地区が支配されていた。
元々はSirpur-Tandurという名の1872年に設けられた郡（sub-district）でアーディラーバード、Rajura、Sirpurのタールカー（taluka）から構成されていた。1905年にアーディラーバードを県庁所在地として分離した。

## 地理
東経77度46分から80度1分、北緯18度40分から19度56分に位置する。面積は16,128km2である。テランガーナ州の北部にあり、北と東西はマハーラーシュトラ州のヤヴァトマール県とチャンドラプル県、南はテランガーナ州のニザーマーバード県とカリームナガル県に隣接する。
Satnala山脈（Sahyadri parvat）が県の北西から南東方向に281.5kmにわたり横断する。この山脈の最高峰がマフブーブガート（Mahbubghat）である。
西ガーツ山脈から流れ出るインドの半島部最大の河川ゴーダーヴァリ川があり、南の境界線となっており、さらに北の境界線であるペーンガンガー川、北と東の境界線Wardha、Pranahitaが流れる。Kedam川とPeddavagu川はゴーダーヴァリ川に合流している。他にSatnala、Swarnavagu、Suddavaguといった細流もある。